# Bombicíl·lids

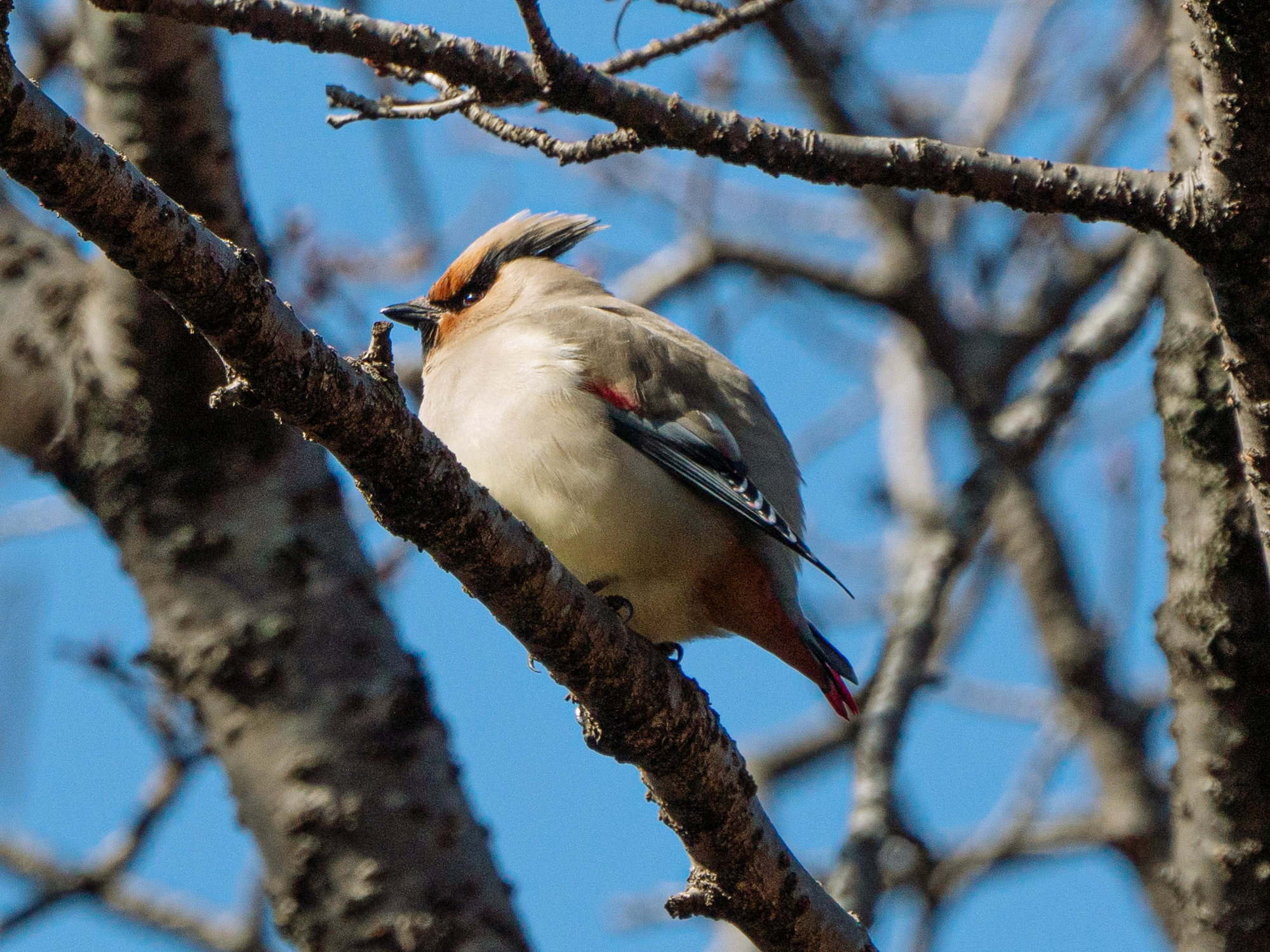
Bombycilla japonica

Els bombicíl·lids (Bombycillidae) són una família de l'ordre dels passeriformes. Comprèn ocells terrestres de petites dimensions, essent-ne el representant més important als Països Catalans l'ocell sedós.

## Morfologia
- Mida petita i cos rabassut.
- Mascle i femella tenen el mateix plomatge sedós i delicat.
- Bec curt i fort.
- Potes curtes i fortes.
- Ales punxegudes.
- El cap presenta una cresta.
- El bec, els ulls i els peus són foscos.
- No presenten dimorfisme sexual.

## Llista de gèneres i espècies
Se n'han descrit tres espècies, dins un únic gènere:
- Bombycilla garrulus - ocell sedós europeu.
- Bombycilla japonica - ocell sedós del Japó.
- Bombycilla cedrorum - ocell sedós americà.

Tradicionalment s'han inclòs dins aquesta família els gèneres Phainoptila, Ptilogonys i Phainopepla, que avui s'inclouen als ptilogonàtids (Ptilogonatidae). També s'incloïa el gènere Hypocolius, amb el qual s'ha fet la monospecífica família dels hipocòlids (Hypocoliidae).

## Reproducció
Nien prop de l'aigua car poden trobar-hi insectes voladors abundants. Tots dos progenitors reuneixen materials diversos (herbes, branquillons, molsa, agulles de pi i líquens) per a fer el niu però és la femella qui fa la major part de la construcció. És ella mateixa qui, alimentada pel mascle, cova els ous i, una vegada els pollets han nascut, són alimentats per la parella.

## Alimentació
Mengen grans, borrons, flors i insectes.

## Hàbitat
Són ocells arborícoles.

## Distribució geogràfica
Són autòctons dels països septentrionals.

## Costums
Volen ràpidament i amb una trajectòria recta. Són gregaris (sobretot a l'hivern) i poc espantadissos.